# Isla Gomera (Naranjito)
El Isla Gomera, llamado también "Naranjito", fue un buque carguero a vapor español construido en 1918, y hundido en 1946 frente al Cabo de Palos.

## Descripción
Construido en los astilleros de Cádiz en 1918 con el nombre de Nadir, se trataba de un buque carguero a vapor de 50 metros de eslora y 665 toneladas de carga, de la serie IR. El Nadir fue inicialmente usado por el propio astillero para el transporte de material de construcción desde Inglaterra. En 1926 toda la serie IR es adquirida por una filial de CAMPSA, y reconvertida para el transporte de petróleo, pasando el barco a ser rebautizado como Magurio. En 1935 es vendido a un armador privado, siendo de nuevo renombrado, esta vez a Isla de Gomera, y destinado al transporte de cabotaje.

## Hundimiento

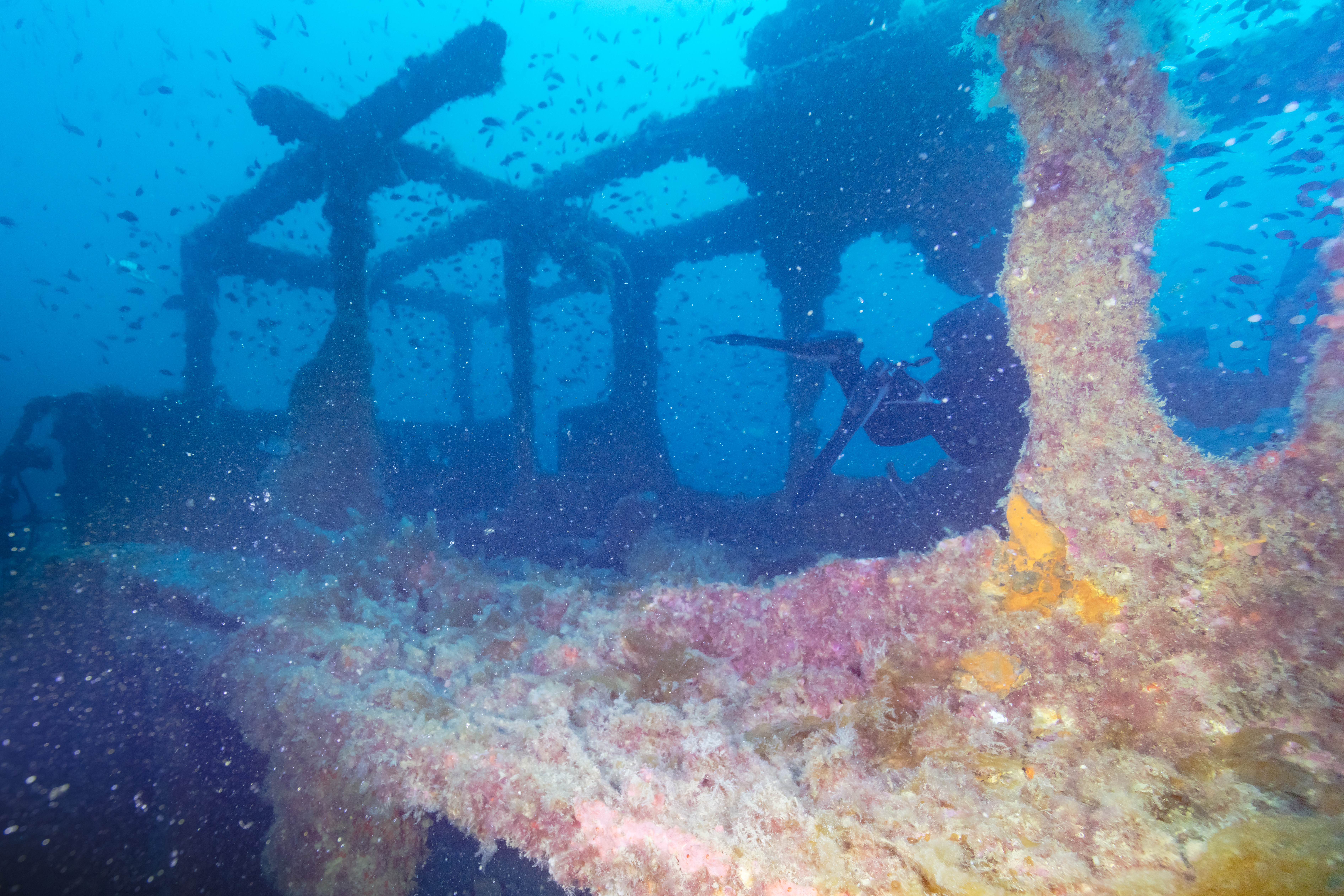
Pecio del buque, año 2022.

El barco salió de Cartagena rumbo a Barcelona en las primeras semanas de abril de 1946, transportando un cargamento de naranjas. La noche del 13 al 14 de abril de 1946, el Isla Gomera naufraga debido a una vía de agua en la amura de babor del casco. La mar picada provocó un desplazamiento de la carga que hizo chocar y darse la vuelta al barco, hundiéndolo rápidamente a menos de una milla del puerto del cabo de Palos. Los tripulantes fueron rescatados.